# 亞斯沃縣

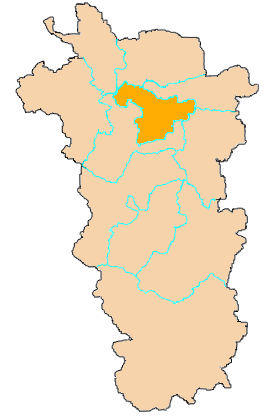

49°44′52″N 21°28′17″E / 49.74778°N 21.47139°E
亞斯沃縣（波蘭語：Powiat jasielski），是波蘭的縣份，位於該國南部，由喀爾巴阡山省負責管轄，首府設於亞斯沃，面積830平方公里，2006年人口115,128，人口密度每平方公里140人。